# Currelos
Currelos é uma localidade portuguesa do Município de Carregal do Sal que foi sede da extinta Freguesia de Currelos, freguesia que tinha 16,43 km² de área e 2 447 habitantes (2011), e, por isso, uma densidade populacional de 148,9 hab/km².
A Freguesia de Currelos foi extinta em 2013, no âmbito de uma reforma administrativa nacional, tendo sido agregada às freguesias de Papízios e Sobral, para formar uma nova freguesia denominada União das Freguesias de Currelos, Papízios e Sobral, posteriormente denominada Carregal do Sal, da qual é a sede.
Currelos foi vila e sede do concelho de Currelos até 1836, data em que passou para o concelho (atual município) de Carregal do Sal.

## População
| População da freguesia de Currelos | População da freguesia de Currelos | População da freguesia de Currelos | População da freguesia de Currelos | População da freguesia de Currelos | População da freguesia de Currelos | População da freguesia de Currelos | População da freguesia de Currelos | População da freguesia de Currelos | População da freguesia de Currelos | População da freguesia de Currelos | População da freguesia de Currelos | População da freguesia de Currelos | População da freguesia de Currelos | População da freguesia de Currelos |
| ---------------------------------- | ---------------------------------- | ---------------------------------- | ---------------------------------- | ---------------------------------- | ---------------------------------- | ---------------------------------- | ---------------------------------- | ---------------------------------- | ---------------------------------- | ---------------------------------- | ---------------------------------- | ---------------------------------- | ---------------------------------- | ---------------------------------- |
| 1864                               | 1878                               | 1890                               | 1900                               | 1911                               | 1920                               | 1930                               | 1940                               | 1950                               | 1960                               | 1970                               | 1981                               | 1991                               | 2001                               | 2011                               |
| 1 735                              | 1 877                              | 1 956                              | 1 927                              | 1 921                              | 1 758                              | 1 973                              | 2 081                              | 2 118                              | 2 021                              | 1 840                              | 1 927                              | 1 915                              | 2 261                              | 2 447                              |

| Distribuição da População por Grupos Etários | Distribuição da População por Grupos Etários | Distribuição da População por Grupos Etários | Distribuição da População por Grupos Etários | Distribuição da População por Grupos Etários | Distribuição da População por Grupos Etários | Distribuição da População por Grupos Etários | Distribuição da População por Grupos Etários | Distribuição da População por Grupos Etários | Distribuição da População por Grupos Etários |
| -------------------------------------------- | -------------------------------------------- | -------------------------------------------- | -------------------------------------------- | -------------------------------------------- | -------------------------------------------- | -------------------------------------------- | -------------------------------------------- | -------------------------------------------- | -------------------------------------------- |
| Ano                                          | 0-14 Anos                                    | 15-24 Anos                                   | 25-64 Anos                                   | > 65 Anos                                    |                                              | 0-14 Anos                                    | 15-24 Anos                                   | 25-64 Anos                                   | > 65 Anos                                    |
| 2001                                         | 400                                          | 333                                          | 1 149                                        | 379                                          |                                              | 17,7%                                        | 14,7%                                        | 50,8%                                        | 16,8%                                        |
| 2011                                         | 411                                          | 255                                          | 1 264                                        | 517                                          |                                              | 16,8%                                        | 10,4%                                        | 51,7%                                        | 21,1%                                        |

Média do País no censo de 2001:  0/14 Anos-16,0%; 15/24 Anos-14,3%; 25/64 Anos-53,4%; 65 e mais Anos-16,4%
Média do País no censo de 2011:   0/14 Anos-14,9%; 15/24 Anos-10,9%; 25/64 Anos-55,2%; 65 e mais Anos-19,0%

## Património
- Sítios com sepulturas escavadas na rocha: Cumeadas e Quinta da Moura/Cova da Moira.

## Cultura
- Núcleo Museológico Rural de Currelos

## Festas e romarias
- S. Pedro;
- Festas do Concelho (móvel, semana antes da terceira 2.ª feira do mês de julho);
- Nossa Senhora das Febres.